# Olivier Wieviorka
Olivier Wieviorka (1960) es un historiador francés, cuya producción historiográfica ha tocado temas como la Resistencia francesa durante la Segunda Guerra Mundial.

## Biografía
Nació en 1960. Es hermano del sociólogo Michel Wieviorka, de la historiadora Anette Wieviorka y de la psiquiatra Sylvie Wieviorka. 
Fue coautor en colaboración con Jean-Pierre Azéma de Vichy 1940-1944 (1.ª edición en 1997); otros estudios publicados de Wieviorka son títulos como Nous entrerons dans la carrière. De la Résistance à l’exercice du pouvoir (1994) —donde recurre a la historia oral—, Une certaine idée de la Résistance: Défense de la France 1940-1949 (1995), Les Orphelins de la République. Destinées des députés et sénateurs français (1940-1945), Une certaine idée de la Résistance. Défense de la France, 1940-1949 (1995, reeditado en 2010), Histoire du débarquement en Normandie: des origines à la libération de Paris (1941-1944) (2007), Histoire de la Résistance (1940-1945) (2013) y Une histoire de la Résistance en Europe occidentale (2017).